# Therry Brunner
Therry Brunner (* 6. September 1975 in Dielsdorf) ist ein Schweizer Freestyle-Snowboarder.

## Werdegang
Aufgewachsen ist er grösstenteils im Kanton Graubünden im Engadiner Dorf Zuoz. Heute sind sowohl Davos als auch Zuoz seine Heimat. Nach Beendigung der Schule (Matura Typus B) 1994 verdiente er seinen Lebensunterhalt als Snowboardlehrer und im Sommer als Vermessungszeichner; dies beides in der Absicht, möglichst viel zu snowboarden und zu trainieren. Im Herbst 1997, nach diversen Erfolgen bei regionalen und nationalen Events, startete er zum ersten Mal an einem Weltcup im Kaunertal (10. Rang) und wurde damit Profisnowboarder.
In den folgenden Saisons fuhr er mit grossem Erfolg auf der ISF-Tour mit bis 2002. Die erfolgreichsten Jahre waren von 2000 bis 2002, in denen er am Ende jeweils als WM-Silbermedaillengewinner ausgezeichnet wurde.
Seither und durch das Verschwinden der ISF-Tour ist er hauptsächlich auf der FIS-Weltcup-Tour und der Ticket-to-Ride-Tour unterwegs und macht dazu diverse Filmprojekte für twofour.ch oder für boardsportsmedia.ch.
Neben seinen grossen Erfolgen auf der Weltcuptour, insgesamt sechs Weltcupsiege und 13 Podiumsplätze, sind seine zwei Olympiateilnahmen von 2002 in Salt Lake City (Rang 13, Final nur um 0,3 Punkte verpasst) und 2006 in Turin (wo er als erster Schweizer Snowboarder eine Dreifachdrehung in einem offiziellen Wettkampf, einen sogenannten 1080°, machte und stand) herauszuheben, dazu drei Medaillen bei vier Teilnahmen an den Schweizer Meisterschaften (Gold 1998, 1999 und Bronze 2006).
Dazu arbeitete er regelmässig als Moderator und Kommentator für diverse Sender wie SF, SAT1 Schweiz oder das Schweizer Sportfernsehen (SSF) und auch schon für StarTV. Seit Jahren ist er fester Bestandteil der Teams von Nitro Snowboards, Bollé, Toko, Audi und Davos Klosters Mountains. Seit 2008 bestreitet er keine (Profi-)Wettkämpfe mehr und ist in der Medienbranche tätig. Inzwischen ist er hauptberuflich als Redaktor bei der Davoser Zeitung, macht Moderationen bei SSF und Davos Klosters TV, ist als freiberuflicher Speaker an diversen Events tätig und trainiert Snowboard-Nachwuchsteams.
Seit Ende Juli 2013 ist Brunner der Trainer der Snowboardabteilung am Sport-Gymnasium Davos.